# Tour de France 1951
Le Tour de France 1951 est la 38e édition du Tour de France, course cycliste qui s'est déroulée du 4 au 29 juillet 1951.
La course, composée de 24 étapes pour 4 690 km, emprunte le territoire de trois pays et est remportée par le Suisse Hugo Koblet.
Cette édition est marquée par un changement important dans le tracé du parcours qui visite à présent le centre du pays. La course est l'une des épreuves comptant pour le Challenge Desgrange-Colombo.

## Parcours
Le départ est donné à Metz (Moselle). C'est seulement la deuxième fois, après Évian (Haute-Savoie) en 1926, que le Tour part d'une ville de province.
Pour la première fois, le parcours ne colle plus aux frontières de la France mais visite le centre du pays.
Le parcours emprunte le territoire de trois pays : Belgique, France et Suisse.
En France, Le Tréport (Seine-Inférieure), La Guerche-de-Bretagne (Ille-et-Vilaine), Limoges (Haute-Vienne), Clermont-Ferrand (Puy-de-Dôme), Brive-la-Gaillarde (Corrèze), Agen (Lot-et-Garonne), Dax (Landes) et Avignon (Vaucluse), ainsi que Gand en Belgique, sont villes-étapes pour la première fois.
C'est au cours de ce Tour de France 1951 que le Mont Ventoux est également escaladé pour la 1ere fois lors de la 17eme étape entre Montpellier et Avignon.

## Généralités
Parmi les 12 formations qui se présentent au départ, aucune n'arrive au complet à Paris.
Le néerlandais Wim van Est, maillot jaune, chute dans la 13e étape dans le col d'Aubisque et doit abandonner. C'était, depuis Max Bulla (1 journée en 1931), le seul étranger (hors pays frontaliers) à avoir porté le maillot jaune.
Les coureurs ont droit à deux jours de repos.
La vitesse moyenne de la course est de 32,949 km/h.

## Déroulement de la course
Trop affaibli moralement par la mort de son frère Serse, victime d'un accident mortel, Fausto Coppi, vainqueur du Tour 1949, ne fut pas en état de terminer mieux qu'à la dixième place. Ce n'est qu'à la vingtième étape qu'il fut égal à lui-même en la gagnant après une échappée solitaire.
Pendant la première moitié de l'épreuve, personne ne se détacha vraiment et le maillot jaune passa sur plusieurs épaules. Le Néerlandais, Wim van Est s'en saisit après sa victoire à la douzième étape mais, le lendemain, il dut abandonner après une chute. Gilbert Bauvin reprit la direction, mais il ne fallut qu'une journée pour que le Suisse Hugo Koblet lui ravit le maillot jaune, arrivant à Luchon, en ayant distancé tous les autres coureurs, sauf Fausto Coppi. Il avait déjà gagné la première étape contre la montre, ainsi que l'étape d'Agen après une échappée solitaire de 135 km.
Il ne quitta plus le commandement de la course jusqu'à Paris, si bien que, après Ferdi Kübler, c'était un Suisse qui, pour la deuxième fois de suite, gagnait l'épreuve.
Le Français Raphaël Géminiani, vainqueur d'une étape, termina deuxième au classement général, assez loin du Suisse, mais avec le prix du meilleur grimpeur.

## Étapes
| Étape,    | Date            | Villes étapes                         |                             | Distance (km)         | Vainqueur d’étape     | Leader du classement général |
| --------- | --------------- | ------------------------------------- | --------------------------- | --------------------- | --------------------- | ---------------------------- |
| 1re étape | mer. 4 juillet  | Metz – Reims                          | Étape de plaine             | 185                   | Giovanni Rossi        | Giovanni Rossi               |
| 2e étape  | jeu. 5 juillet  | Reims – Gand (BEL)                    | Étape de plaine             | 228                   | Jean Diederich        | Jean Diederich               |
| 3e étape  | ven. 6 juillet  | Gand (BEL) – Le Tréport               | Étape de plaine             | 219                   | Georges Meunier       | Jean Diederich               |
| 4e étape  | sam. 7 juillet  | Le Tréport – Paris - Longchamp        | Étape de plaine             | 188                   | Roger Lévêque         | Jean Diederich               |
| 5e étape  | dim. 8 juillet  | Paris - Chatou - Le Vésinet – Caen    | Étape de plaine             | 215                   | Serafino Biagioni     | Serafino Biagioni            |
| 6e étape  | lun. 9 juillet  | Caen – Rennes                         | Étape de plaine             | 182                   | Édouard Muller        | Roger Lévêque                |
| 7e étape  | mar. 10 juillet | La Guerche-de-Bretagne – Angers       | Contre-la-montre individuel | 85                    | Hugo Koblet           | Roger Lévêque                |
| 8e étape  | mer. 11 juillet | Angers – Limoges                      | Étape de plaine             | 241                   | André Rosseel         | Roger Lévêque                |
|           | jeu. 12 juillet | Limoges                               | Jour de repos               | Journée de repos no 1 | Journée de repos no 1 | Journée de repos no 1        |
| 9e étape  | ven. 13 juillet | Limoges – Clermont-Ferrand            | Étape de montagne           | 236                   | Raphaël Géminiani     | Roger Lévêque                |
| 10e étape | sam. 14 juillet | Clermont-Ferrand – Brive-la-Gaillarde | Étape de montagne           | 216                   | Bernardo Ruiz         | Roger Lévêque                |
| 11e étape | dim. 15 juillet | Brive-la-Gaillarde – Agen             | Étape de plaine             | 177                   | Hugo Koblet           | Roger Lévêque                |
| 12e étape | lun. 16 juillet | Agen – Dax                            | Étape de plaine             | 233                   | Wim van Est           | Wim van Est                  |
| 13e étape | mar. 17 juillet | Dax – Tarbes                          | Étape de montagne           | 201                   | Serafino Biagioni     | Gilbert Bauvin               |
| 14e étape | mer. 18 juillet | Tarbes – Luchon                       | Étape de montagne           | 178                   | Hugo Koblet           | Hugo Koblet                  |
| 15e étape | jeu. 19 juillet | Luchon – Carcassonne                  | Étape de montagne           | 213                   | André Rosseel         | Hugo Koblet                  |
| 16e étape | ven. 20 juillet | Carcassonne – Montpellier             | Étape de plaine             | 192                   | Hugo Koblet           | Hugo Koblet                  |
|           | sam. 21 juillet | Montpellier                           | Jour de repos               | Journée de repos no 2 | Journée de repos no 2 | Journée de repos no 2        |
| 17e étape | dim. 22 juillet | Montpellier – Avignon                 | Étape de montagne           | 224                   | Louison Bobet         | Hugo Koblet                  |
| 18e étape | lun. 23 juillet | Avignon – Marseille                   | Étape de plaine             | 173                   | Fiorenzo Magni        | Hugo Koblet                  |
| 19e étape | mar. 24 juillet | Marseille – Gap                       | Étape de montagne           | 208                   | Armand Baeyens        | Hugo Koblet                  |
| 20e étape | mer. 25 juillet | Gap – Briançon                        | Étape de montagne           | 165                   | Fausto Coppi          | Hugo Koblet                  |
| 21e étape | jeu. 26 juillet | Briançon – Aix-les-Bains              | Étape de montagne           | 201                   | Bernardo Ruiz         | Hugo Koblet                  |
| 22e étape | ven. 27 juillet | Aix-les-Bains – Genève (SUI)          | Contre-la-montre individuel | 98                    | Hugo Koblet           | Hugo Koblet                  |
| 23e étape | sam. 28 juillet | Genève (SUI) – Dijon                  | Étape de montagne           | 197                   | Germain Derijcke      | Hugo Koblet                  |
| 24e étape | dim. 29 juillet | Dijon – Paris - Parc des Princes      | Étape de plaine             | 354                   | Adolphe Deledda       | Hugo Koblet                  |

## Classements

### Classement général final
| Classement général | Classement général      | Classement général | Classement général | Classement général   |
|                    | Coureur                 | Pays               | Équipe             | Temps                |
| ------------------ | ----------------------- | ------------------ | ------------------ | -------------------- |
| 1er                | Hugo Koblet             | Suisse             | Suisse             | en 142 h 20 min 14 s |
| 2e                 | Raphaël Géminiani       | France             | France             | + 22 min 0 s         |
| 3e                 | Lucien Lazaridès        | France             | France             | + 24 min 16 s        |
| 4e                 | Gino Bartali            | Italie             | Italie             | + 29 min 9 s         |
| 5e                 | Stan Ockers             | Belgique           | Belgique           | + 32 min 53 s        |
| 6e                 | Pierre Barbotin         | France             | France             | + 36 min 40 s        |
| 7e                 | Fiorenzo Magni          | Italie             | Italie             | + 39 min 14 s        |
| 8e                 | Gilbert Bauvin          | France             | Est - Sud-Est      | + 45 min 53 s        |
| 9e                 | Bernardo Ruiz           | Espagne            | Espagne            | + 45 min 55 s        |
| 10e                | Fausto Coppi            | Italie             | Italie             | + 46 min 51 s        |
| 11e                | Nello Lauredi           | France             | France             | + 57 min 19 s        |
| 12e                | Jean Diederich          | Luxembourg         | Luxembourg         | + 59 min 29 s        |
| 13e                | Marcel De Mulder        | Belgique           | Belgique           | + 1 h 4 min 18 s     |
| 14e                | Eduard Van Ende         | Belgique           | Belgique           | + 1 h 7 min 18 s     |
| 15e                | Serafino Biagioni       | Italie             | Italie             | + 1 h 8 min 52 s     |
| 16e                | Georges Meunier         | France             | Ouest - Sud-Ouest  | + 1 h 13 min 36 s    |
| 17e                | Roger Decock            | Belgique           | Belgique           | + 1 h 13 min 57 s    |
| 18e                | Marcel Verschueren (en) | Belgique           | Belgique           | + 1 h 14 min 36 s    |
| 19e                | Pierre Cogan            | France             | Ouest - Sud-Ouest  | + 1 h 15 min 30 s    |
| 20e                | Louison Bobet           | France             | France             | + 1 h 24 min 9 s     |
| 21e                | Jean-Marie Goasmat      | France             | Ouest - Sud-Ouest  | + 1 h 31 min 27 s    |
| 22e                | Alois De Hertog         | Belgique           | Belgique           | + 1 h 35 min 4 s     |
| 23e                | Jean Dotto              | France             | Est - Sud-Est      | + 1 h 36 min 23 s    |
| 24e                | Georges Aeschlimann     | Suisse             | Suisse             | + 1 h 39 min 45 s    |
| 25e                | André Rosseel           | Belgique           | Belgique           | + 1 h 42 min 22 s    |
| modifier           |                         |                    |                    |                      |

### Classements annexes finals
| Classement du Prix du meilleur grimpeur, | Classement du Prix du meilleur grimpeur, | Classement du Prix du meilleur grimpeur, | Classement du Prix du meilleur grimpeur, | Classement du Prix du meilleur grimpeur, |
| ---------------------------------------- | ---------------------------------------- | ---------------------------------------- | ---------------------------------------- | ---------------------------------------- |
|                                          | Coureur                                  | Pays                                     | Équipe                                   | Point(s)                                 |
| 1er                                      | Raphaël Géminiani                        | France                                   | France                                   | 60 points                                |
| 2e                                       | Gino Bartali                             | Italie                                   | Italie                                   | 59 pts                                   |
| 3e                                       | Fausto Coppi                             | Italie                                   | Italie                                   | 41 pts                                   |
| 4e                                       | Hugo Koblet                              | Suisse                                   | Suisse                                   | 41 pts                                   |
| 5e                                       | Bernardo Ruiz                            | Espagne                                  | Espagne                                  | 41 pts                                   |
| 6e                                       | Lucien Lazaridès                         | France                                   | France                                   | 37 pts                                   |
| 7e                                       | Jean Robic                               | France                                   | Paris                                    | 23 pts                                   |
| 8e                                       | Bernard Gauthier                         | France                                   | France                                   | 22 pts                                   |
| 9e                                       | Jean Dotto                               | France                                   | Est - Sud-Est                            | 22 pts                                   |
| 10e                                      | Roger Buchonnet                          | France                                   | Est - Sud-Est                            | 18 pts                                   |
| modifier                                 |                                          |                                          |                                          |                                          |

| Classement du Challenge international | Classement du Challenge international | Classement du Challenge international | Classement du Challenge international |
|                                       | Équipe                                | Pays                                  | Temps                                 |
| ------------------------------------- | ------------------------------------- | ------------------------------------- | ------------------------------------- |
| 1re                                   | France                                | France                                | en 426 h 27 min 36 s                  |
| 2e                                    | Belgique                              | Belgique                              | + 44 min 37 s                         |
| 3e                                    | Italie                                | Italie                                | + 1 h 22 min 16 s                     |
| 4e                                    | Est - Sud-Est                         | France                                | + 1 h 48 min 0 s                      |
| 5e                                    | Ouest - Sud-Ouest                     | France                                | + 2 h 15 min 18 s                     |
| 6e                                    | Suisse                                | Suisse                                | + 2 h 49 min 55 s                     |
| 7e                                    | Espagne                               | Espagne                               | + 4 h 45 min 19 s                     |
| 8e                                    | Île-de-France - Nord-Ouest            | France                                | + 5 h 30 min 39 s                     |
| 9e                                    | Paris                                 | France                                | + 6 h 5 min 29 s                      |
| modifier                              |                                       |                                       |                                       |

### Évolution des classements
| Étape              | Vainqueur          | Classement général | Classement de la montagne | Challenge international |
| ------------------ | ------------------ | ------------------ | ------------------------- | ----------------------- |
| 1                  | Giovanni Rossi     | Giovanni Rossi     | Non décerné               | Suisse                  |
| 2                  | Jean Diederich     | Jean Diederich     | Non décerné               | Luxembourg              |
| 3                  | Georges Meunier    | Jean Diederich     | Non décerné               | Luxembourg              |
| 4                  | Roger Lévêque      | Jean Diederich     | Non décerné               | France                  |
| 5                  | Serafino Biagioni  | Serafino Biagioni  | Non décerné               | Italie                  |
| 6                  | Édouard Muller     | Roger Lévêque      | Non décerné               | Ouest - Sud-Ouest       |
| 7                  | Hugo Koblet        | Roger Lévêque      | Non décerné               | France                  |
| 8                  | André Rosseel      | Roger Lévêque      | Non décerné               | France                  |
| 9                  | Raphaël Géminiani  | Roger Lévêque      | Raphaël Géminiani         | France                  |
| 10                 | Bernardo Ruiz      | Roger Lévêque      | Bernardo Ruiz             | France                  |
| 11                 | Hugo Koblet        | Roger Lévêque      | Raphaël Géminiani         | France                  |
| 12                 | Wim van Est        | Wim van Est        | Raphaël Géminiani         | Ouest - Sud-Ouest       |
| 13                 | Serafino Biagioni  | Gilbert Bauvin     | Raphaël Géminiani         | France                  |
| 14                 | Hugo Koblet        | Hugo Koblet        | Raphaël Géminiani         | France                  |
| 15                 | André Rosseel      | Hugo Koblet        | Raphaël Géminiani         | France                  |
| 16                 | Hugo Koblet        | Hugo Koblet        | Raphaël Géminiani         | France                  |
| 17                 | Louison Bobet      | Hugo Koblet        | Raphaël Géminiani         | France                  |
| 18                 | Fiorenzo Magni     | Hugo Koblet        | Raphaël Géminiani         | France                  |
| 19                 | Armand Baeyens     | Hugo Koblet        | Raphaël Géminiani         | France                  |
| 20                 | Fausto Coppi       | Hugo Koblet        | Raphaël Géminiani         | France                  |
| 21                 | Bernardo Ruiz      | Hugo Koblet        | Raphaël Géminiani         | France                  |
| 22                 | Hugo Koblet        | Hugo Koblet        | Raphaël Géminiani         | France                  |
| 23                 | Germain Derijcke   | Hugo Koblet        | Raphaël Géminiani         | France                  |
| 24                 | Adolphe Deledda    | Hugo Koblet        | Raphaël Géminiani         | France                  |
| Classements finals | Classements finals | Hugo Koblet        | Raphaël Géminiani         | France                  |

## Liste des coureurs
La liste ci-dessous présente les coureurs inscrits par numéro de dossard.
| Légende | Légende                                                                    | Légende | Légende                                                    |
| ------- | -------------------------------------------------------------------------- | ------- | ---------------------------------------------------------- |
| Num     | Dossard de départ porté par le coureur sur ce Tour                         | Pos     | Position à l'arrivée de la course                          |
|         | Indique un maillot de champion national ou mondial, suivi de sa spécialité | NP      | Indique un coureur qui n'a pas pris le départ de la course |
| AB      | Indique un coureur qui n'a pas terminé la course                           | HD      | Indique un coureur qui a terminé la course hors des délais |

| Suisse                          | Suisse                     | Suisse |
| ------------------------------- | -------------------------- | ------ |
| Num                             | Coureur                    | Pos    |
| 1                               | Georges Aeschlimann (SUI)  | 24e    |
| 2                               | Marcel Huber (SUI)         | 35e    |
| 3                               | Hugo Koblet (SUI)          | 1er    |
| 4                               | Walter Reiser (SUI)        | AB-6   |
| 5                               | Giovanni Rossi (SUI)       | HD-6   |
| 6                               | Hans Sommer (SUI)          | 28e    |
| 7                               | Gottfried Weilenmann (SUI) | 50e    |
| 8                               | Leo Weilenmann (SUI)       | 60e    |
| Directeur sportif : Alex Burtin |                            |        |

| Italie                            | Italie                   | Italie |
| --------------------------------- | ------------------------ | ------ |
| Num                               | Coureur                  | Pos    |
| 13                                | Gino Bartali (ITA)       | 4e     |
| 14                                | Serafino Biagioni (ITA)  | 15e    |
| 15                                | Fausto Coppi (ITA)       | 10e    |
| 16                                | Andrea Carrea (ITA)      | 38e    |
| 17                                | Franco Franchi (ITA)     | 29e    |
| 18                                | Attilio Lambertini (ITA) | HD-7   |
| 19                                | Fiorenzo Magni (ITA)     | 7e     |
| 20                                | Ettore Milano (ITA)      | 52e    |
| 21                                | Silvio Pedroni (ITA)     | AB-13  |
| 22                                | Luciano Pezzi (ITA)      | 48e    |
| 23                                | Virgilio Salimbeni (ITA) | 54e    |
| 24                                | Renzo Zanazzi (ITA)      | HD-7   |
| Directeur sportif : Alfredo Binda |                          |        |

| Belgique                         | Belgique                  | Belgique |
| -------------------------------- | ------------------------- | -------- |
| Num                              | Coureur                   | Pos      |
| 25                               | Armand Baeyens (BEL)      | 40e      |
| 26                               | Hilaire Couvreur (BEL)    | 42e      |
| 27                               | Roger Decock (BEL)        | 17e      |
| 28                               | Aloïs De Hertog (BEL)     | 22e      |
| 29                               | Marcel De Mulder (BEL)    | 13e      |
| 30                               | Isidore De Rijck (BEL)    | AB-11    |
| 31                               | Germain Derijcke (BEL)    | 43e      |
| 32                               | Stan Ockers (BEL)         | 5e       |
| 33                               | André Rosseel (BEL)       | 25e      |
| 34                               | Eduard Van Ende (BEL)     | 14e      |
| 35                               | Alois Vansteenkiste (BEL) | 62e      |
| 36                               | Marcel Verschueren (BEL)  | 18e      |
| Directeur sportif : Sylvère Maes |                           |          |

| France                         | France                  | France |
| ------------------------------ | ----------------------- | ------ |
| Num                            | Coureur                 | Pos    |
| 37                             | Jean Baldassari (FRA)   | 56e    |
| 38                             | Pierre Barbotin (FRA)   | 6e     |
| 39                             | Louison Bobet (FRA)     | 20e    |
| 40                             | Bernard Gauthier (FRA)  | 26e    |
| 41                             | Raphaël Géminiani (FRA) | 2e     |
| 42                             | Jean Guéguen (FRA)      | 61e    |
| 43                             | Nello Lauredi (FRA)     | 11e    |
| 44                             | Apo Lazaridès (FRA)     | HD-22  |
| 45                             | Lucien Lazaridès (FRA)  | 3e     |
| 46                             | Édouard Muller (FRA)    | 41e    |
| 47                             | Raoul Rémy (FRA)        | HD-22  |
| 48                             | Lucien Teisseire (FRA)  | 31e    |
| Directeur sportif : Jean Bidot |                         |        |

| Luxembourg                         | Luxembourg            | Luxembourg |
| ---------------------------------- | --------------------- | ---------- |
| Num                                | Coureur               | Pos        |
| 49                                 | Robert Bintz (LUX)    | AB-11      |
| 50                                 | Jean Diederich (LUX)  | 12e        |
| 51                                 | René Biver (LUX)      | HD-7       |
| 52                                 | Jean Goldschmit (LUX) | NP-15      |
| 53                                 | Henri Kass (LUX)      | NP-21      |
| 54                                 | Willy Kemp (LUX)      | 55e        |
| 56                                 | Josy Polfer (LUX)     | NP-2       |
| Directeur sportif : Nicolas Frantz |                       |            |

| Pays-Bas                            | Pays-Bas                 | Pays-Bas |
| ----------------------------------- | ------------------------ | -------- |
| Num                                 | Coureur                  | Pos      |
| 57                                  | Hans Dekkers (NED)       | NP-15    |
| 58                                  | Wim Dielissen (NED)      | HD-7     |
| 59                                  | Henk Faanhof (NED)       | AB-10    |
| 60                                  | Gerrit Peters (NED)      | NP-14    |
| 61                                  | Harry Schoenmakers (NED) | HD-2     |
| 62                                  | Wim van Est (NED)        | AB-13    |
| 63                                  | Gerrit Voorting (NED)    | NP-15    |
| 64                                  | Wout Wagtmans (NED)      | AB-14    |
| Directeur sportif : Kees Pellenaars |                          |          |

| Espagne                             | Espagne                  | Espagne |
| ----------------------------------- | ------------------------ | ------- |
| Num                                 | Coureur                  | Pos     |
| 65                                  | Victorio Ruiz (ESP)      | AB-14   |
| 66                                  | Miguel Gual (ESP)        | HD-18   |
| 67                                  | Dalmacio Langarica (ESP) | 58e     |
| 68                                  | Francisco Masip (ESP)    | 59e     |
| 69                                  | Emilio Rodríguez (ESP)   | HD-2    |
| 70                                  | Manuel Rodríguez (ESP)   | 44e     |
| 71                                  | Bernardo Ruiz (ESP)      | 9e      |
| 72                                  | José Serra Gil (ESP)     | HD-22   |
| Directeur sportif : Mariano Cañardo |                          |         |

| Paris                             | Paris                     | Paris |
| --------------------------------- | ------------------------- | ----- |
| Num                               | Coureur                   | Pos   |
| 73                                | Serge Blusson (FRA)       | AB-10 |
| 74                                | Robert Bonnaventure (FRA) | AB-16 |
| 75                                | Louis Caput (FRA)         | 45e   |
| 76                                | Jean-Louis Carle (FRA)    | 63e   |
| 77                                | Robert Chapatte (FRA)     | HD-7  |
| 78                                | Jean Château (FRA)        | HD-2  |
| 79                                | Maurice Diot (FRA)        | AB-20 |
| 80                                | Dominique Forlini (FRA)   | AB-14 |
| 81                                | Marcel Michel (FRA)       | AB-15 |
| 82                                | Roger Piel (FRA)          | AB-9  |
| 83                                | Jacques Renaud (FRA)      | HD-2  |
| 84                                | Jean Robic (FRA)          | 27e   |
| Directeur sportif : Jean Maréchal |                           |       |

| Île-de-France - Nord-Ouest            | Île-de-France - Nord-Ouest | Île-de-France - Nord-Ouest |
| ------------------------------------- | -------------------------- | -------------------------- |
| Num                                   | Coureur                    | Pos                        |
| 85                                    | José Beyaert (FRA)         | HD-7                       |
| 86                                    | Roger Creton (FRA)         | AB-8                       |
| 87                                    | Jean Delahaye (FRA)        | AB-18                      |
| 88                                    | Louis Déprez (FRA)         | 37e                        |
| 89                                    | André Labeylie (FRA)       | 46e                        |
| 90                                    | Guy Lintilhac (FRA)        | AB-6                       |
| 91                                    | Lucien Maelfait (FRA)      | HD-7                       |
| 92                                    | Jacques Marinelli (FRA)    | NP-21                      |
| 93                                    | Maurice Quentin (FRA)      | AB-4                       |
| 94                                    | Roger Queugnet (FRA)       | HD-7                       |
| 95                                    | Attilio Redolfi (FRA)      | AB-10                      |
| 96                                    | Gino Sciardis (FRA)        | 51e                        |
| Directeur sportif : Fernand Mithouard |                            |                            |

| Est - Sud-Est                        | Est - Sud-Est          | Est - Sud-Est |
| ------------------------------------ | ---------------------- | ------------- |
| Num                                  | Coureur                | Pos           |
| 97                                   | Émile Baffert (FRA)    | 64e           |
| 98                                   | Gilbert Bauvin (FRA)   | 8e            |
| 99                                   | Pierre Brambilla (FRA) | 36e           |
| 100                                  | Roger Buchonnet (FRA)  | 39e           |
| 101                                  | Robert Castelin (FRA)  | AB-20         |
| 102                                  | Angelo Colinelli (FRA) | 53e           |
| 103                                  | Adolphe Deledda (FRA)  | 32e           |
| 104                                  | Jean Dotto (FRA)       | 23e           |
| 105                                  | Paul Giguet (FRA)      | 34e           |
| 106                                  | Joseph Mirando (ITA)   | 47e           |
| 107                                  | Pierre Molinéris (FRA) | AB-15         |
| 108                                  | Vincent Vitetta (FRA)  | 33e           |
| Directeur sportif : Marius Guiramand |                        |               |

| Ouest - Sud-Ouest                  | Ouest - Sud-Ouest         | Ouest - Sud-Ouest |
| ---------------------------------- | ------------------------- | ----------------- |
| Num                                | Coureur                   | Pos               |
| 109                                | Amand Audaire (FRA)       | AB-6              |
| 110                                | Jean-Marie Cieleska (FRA) | AB-15             |
| 111                                | Pierre Cogan (FRA)        | 19e               |
| 112                                | Robert Desbats (FRA)      | AB-15             |
| 113                                | Jean-Marie Goasmat (FRA)  | 21e               |
| 114                                | Raymond Guégan (FRA)      | AB-15             |
| 115                                | Roger Lévêque (FRA)       | 30e               |
| 116                                | André Mahé (FRA)          | AB-16             |
| 117                                | Georges Meunier (FRA)     | 16e               |
| 118                                | Joseph Morvan (FRA)       | 49e               |
| 119                                | André Ruffet (FRA)        | AB-13             |
| 120                                | Roger Walkowiak (FRA)     | 57e               |
| Directeur sportif : Pierre Cloarec |                           |                   |

| Afrique du Nord                  | Afrique du Nord         | Afrique du Nord |
| -------------------------------- | ----------------------- | --------------- |
| Num                              | Coureur                 | Pos             |
| 121                              | Abdel-Kader Abbes (ALG) | HD-4            |
| 122                              | Max Charroin (MAR)      | AB-3            |
| 123                              | Marcel Fernandez (ALG)  | HD-7            |
| 124                              | Ahmed Kebaïli (ALG)     | HD-7            |
| 125                              | Manuel Mayen (ALG)      | 65e             |
| 126                              | Vincent Soler (ALG)     | HD-7            |
| 127                              | Abdel-Kader Zaaf (ALG)  | 66e             |
| 128                              | Marcel Zelasco (ALG)    | HD-7            |
| Directeur sportif : René Bernard |                         |                 |